# Jah-Nhai Perinchief
Jah-Nhai Perinchief (* 31. Dezember 1997 in Hamilton) ist ein Leichtathlet aus Bermuda, der sich auf den Dreisprung spezialisiert hat und auch im Hochsprung erfolgreich ist. Im Dreisprung gewann er 2022 die Bronzemedaille bei den Commonwealth Games sowie die Silbermedaille bei den NACAC-Meisterschaften.

## Sportliche Laufbahn
Erste internationale Erfahrungen sammelte Jah-Nhai Perinchief im Jahr 2013, als er bei den Panamerikanischen Juniorenmeisterschaften in Medellín mit übersprungenen 1,95 m den 13. Platz im Hochsprung belegte. Im Jahr darauf gewann er bei den CARIFTA Games in Fort-de-France mit 2,03 m die Silbermedaille in der U18-Altersklasse und anschließend gewann er bei den Zentralamerika- und Karibikjuniorenmeisterschaften in Morelia mit 2,02 m die Bronzemedaille. Im August nahm er an den Olympischen Jugendspielen in Nanjing und belegte dort mit 2,00 m den achten Platz. 2015 gelangte er bei den CARIFTA Games in Basseterre mit 2,08 m auf den fünften Platz in der U20-Altersklasse und wurde anschließend auch bei den NACAC-Meisterschaften in San José mit 2,15 m Fünfter. Im Jahr darauf belegte er bei den U20-Weltmeisterschaften in Bydgoszcz mit 2,18 m den siebten Platz und ab 2018 studierte er an der University of Arkansas. 2022 klassierte er sich bei den Hallenweltmeisterschaften in Belgrad mit 16,95 m auf dem fünften Platz im Dreisprung und im Juli schied er bei den Weltmeisterschaften in Eugene mit 16,38 m in der Qualifikationsrunde aus. Im August gewann er dann bei den Commonwealth Games in Birmingham mit 16,92 m die Bronzemedaille hinter den Indern Eldhose Paul und Abdulla Aboobacker. Anschließend sicherte er sich bei den NACAC-Meisterschaften in Freeport mit 15,89 m die Silbermedaille hinter dem US-Amerikaner Chris Benard.
2023 belegte er bei den Zentralamerika- und Karibikspielen in San Salvador mit 15,66 m den siebten Platz im Dreisprung und anschließend schied er bei den Weltmeisterschaften in Budapest ohne einen gültigen Versuch in der Qualifikationsrunde aus. Im Jahr darauf verpasste er bei den Olympischen Sommerspielen in Paris mit 16,23 m den Finaleinzug.
2021 wurde Perinchief bermudischer Meister im Dreisprung.

## Persönliche Bestleistungen
- Hochsprung: 2,26 m, 16. April 2016 in Wichita
- Dreisprung: 17,03 m (+1,2 m/s), 11. Juni 2021 in Eugene